# Ernad Sabotic
Ernad Sabotic (Rožaje, 23 ottobre 1979) è un ex calciatore lussemburghese, di ruolo centrocampista.

## Carriera

### Club
Ha giocato nella massima serie lussemburghese con Jeunesse Esch, Swift Hesperange e Käerjeng 97.

### Nazionale
Nel 2005 ha giocato 4 partite con la nazionale lussemburghese.

## Palmarès

### Club

#### Competizioni nazionali
- Campionato lussemburghese: 2

Jeunesse d'Esch: 1998-1999, 2003-2004
- Coppa del Lussemburgo: 2

Jeunesse d'Esch: 1998-1999, 1999-2000